# Comuna Orașu Nou, Satu Mare
Orașu Nou (în maghiară: Avasújváros) este o comună în județul Satu Mare, Transilvania, România, formată din satele Orașu Nou (reședința), Orașu Nou-Vii, Prilog, Prilog-Vii și Remetea Oașului.

## Demografie
Componența etnică a comunei Orașu Nou
     Maghiari (61,91%)
     Români (30,72%)
     Romi (1,36%)
     Alte etnii (0,12%)
     Necunoscută (5,9%)
Componența confesională a comunei Orașu Nou
     Reformați (56,06%)
     Ortodocși (30,72%)
     Greco-catolici (2,27%)
     Romano-catolici (1,65%)
     Penticostali (1,27%)
     Baptiști (1,24%)
     Alte religii (0,44%)
     Necunoscută (6,34%)
Conform recensământului efectuat în 2021, populația comunei Orașu Nou se ridică la 3.389 de locuitori, în scădere față de recensământul anterior din 2011, când fuseseră înregistrați 3.806 locuitori. Majoritatea locuitorilor sunt maghiari (61,91%), cu minorități de români (30,72%) și romi (1,36%), iar pentru 5,9% nu se cunoaște apartenența etnică. Din punct de vedere confesional, majoritatea locuitorilor sunt reformați (56,06%), cu minorități de ortodocși (30,72%), greco-catolici (2,27%), romano-catolici (1,65%), penticostali (1,27%) și baptiști (1,24%), iar pentru 6,34% nu se cunoaște apartenența confesională.

## Politică și administrație
Comuna Orașu Nou este administrată de un primar și un consiliu local compus din 13 consilieri. Primarul, Gavril Mailát[*], de la Uniunea Democrată Maghiară din România, este în funcție din 2016. Începând cu alegerile locale din 2024, consiliul local are următoarea componență pe partide politice:
|  | Partid                                 | Consilieri | Componența Consiliului | Componența Consiliului | Componența Consiliului | Componența Consiliului | Componența Consiliului | Componența Consiliului | Componența Consiliului | Componența Consiliului | Componența Consiliului |
|  | -------------------------------------- | ---------- | ---------------------- | ---------------------- | ---------------------- | ---------------------- | ---------------------- | ---------------------- | ---------------------- | ---------------------- | ---------------------- |
|  | Uniunea Democrată Maghiară din România | 9          |                        |                        |                        |                        |                        |                        |                        |                        |                        |
|  | Uniunea Salvați România                | 1          |                        |                        |                        |                        |                        |                        |                        |                        |                        |
|  | Partidul Național Liberal              | 1          |                        |                        |                        |                        |                        |                        |                        |                        |                        |
|  | Partidul Social Democrat               | 1          |                        |                        |                        |                        |                        |                        |                        |                        |                        |
|  | Alianța pentru Unirea Românilor        | 1          |                        |                        |                        |                        |                        |                        |                        |                        |                        |

## Personalități născute aici
- Mihai Neamțu (1924 - 2000), călugăr bazilian.